# Православно-лютеранский диалог

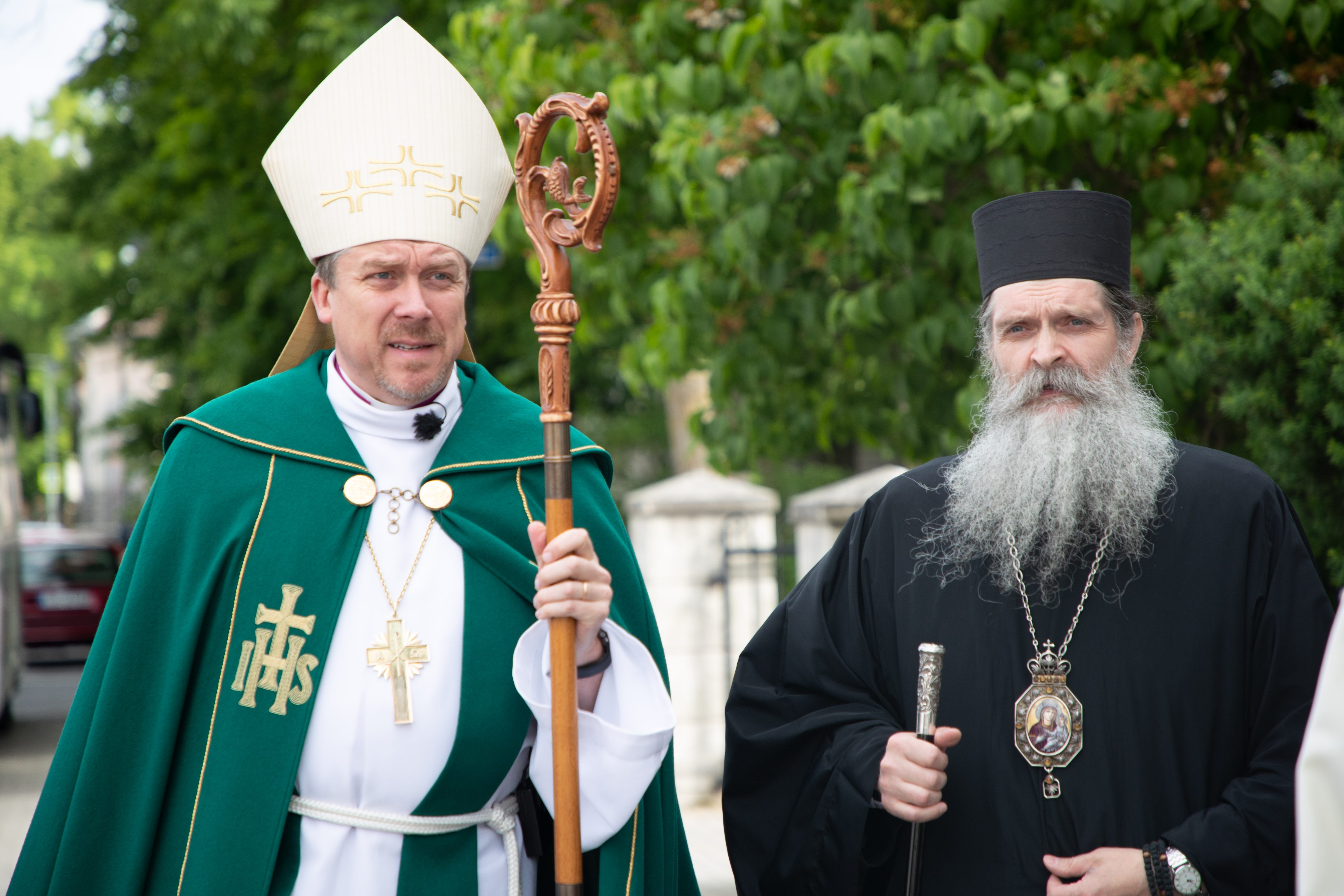
архиепископ Урмас Вийльма (Эстонская евангелическо-лютеранская церковь) и епископ Александр (Хопёрский) (Константинопольская православная церковь)

Православно-лютеранский диалог — богословский диалог между православными церквами и Всемирной лютеранской федерацией с целью «полного общения в результате полного взаимного признания». Богословский диалог ведётся как на уровне двух конфессий, так и на двустороннем уровне между Поместными православными церквами и церквами, входящими во Всемирную лютеранскую федерацию. В ходе диалога богословами двух сторон были приняты совместные документы, однако проведение богосоловских собеседований было осложнено либеральными нововведениями протестантской стороны (в частности отношение различных лютеранских церквей к гомосексуализму и рукоположению женщин).

## Предыстория
Мартин Лютер оспаривая всеобщую папскую юрисдикцию, упоминал существование православной церкви в качестве аргумента о возможности бытия церкви вне власти папы. В диспуте с Иоганном Экком Лютер назвал восточную церковь «лучшей частью Вселенской церкви». Однако Лютер признавал те же проблемы в Греческой церкви, что и в Римской. Лютер упрекал Рим и Константинополь в постоянной борьбе за «бесполезное первенство». Первые православно-лютеранские контакты датируются концом XVI века. В 1573—1581 годах лютеранские богословы вели переписку с константинопольским патриархом Иеремией II по богословским вопросам. Данная переписка к реальному сближению двух конфессий не привела. Дальнейшие отношения между православными и лютеранами были отмечены взаимным недоверием. В 1836 году Синод Константинопольской церкви принял постановление против протестантских миссионеров. Появление значительной немецкой колонии в России во второй половине XVIII века, способствовало ознакомлению православных и лютеран с верой противоположной стороны. Интенсивность православно-лютеранских контактов возросла в XX веке, в том числе после создания Всемирного совета церквей.

## Официальный богословский диалог
На IV Всеправославном совещании в 1968 году было принято решение об учреждении межправославной комиссии по диалогу с представителями Всемирной лютеранской федерации. В 1976 году на предсоборном совещании делегаты поместных православных церквей подтвердили заинтересованность в развитии диалога с лютеранами. В 1977 году Всемирная лютеранская федерация приняла предложение константинопольского патриарха о начале богословского диалога. В 1978—1980 годах состоялись три подготовительные встречи православно-лютеранской комиссии для обсуждения вопросов организации предстоящего диалога. В 1981 году в финском Эспоо прошло первое заседание Смешанной православно-лютеранской богословской комиссии. Богословы начали свои дискуссии с обсуждения экклезиологических вопросов по теме «Тайна Церкви». В 1983 году в кипрском Лимасоле состоялось второе заседание комиссии, а в 1985 году на третьей встрече Смешанной комиссии в Аллентауне (США) было подписано первое совместное заявление в рамках официального богословского диалога под названием «Божественное Откровение». После этого Смешанная богословская комиссия проводила заседания каждые 2 года на которых были приняты итоговые документы по различным богословским вопросам: на четвёртой встрече (Крит, Греция, 1987 год) – «Писание и традиция», на пятой (Бад-Зегеберг, Германия, 1989 год) – «Канон и вдохновение Священного Писания», на шестой (Москва, СССР, 1991 год) – «Власть в Церкви и власть Церкви – в свете Вселенских Соборов». На седьмом заседании комиссии в 1993 году в Дании комиссия выпустила согласованный документ «Вселенские Соборы» в рамках общей темы «Власть в Церкви и власть Церкви». На восьмой встрече в 1995 году на Кипре православные и лютеранские богословы продолжили обсуждение экклезиологии и подписали очередной документ на тему «Понимание спасения в свете Вселенских Соборов». В 1998 году в шведской Сигтуне на девятом заседании стороны приняли документ «Спасение: благодать, оправдание и синергия». В 2000 году в столице Сирии Дамаске состоялась десятая встреча богословов Смешанной комиссии на тему «Слово и Таинство в жизни Церкви». На одиннадцатом заседании в 2002 году в Осло, стороны начали обсуждение сакраментологических вопросов на тему «Таинства Церкви как средства спасения». В 2004 году на очередном заседании комиссии  (двенадцатом) в Румынии стороны подписали очередной согласованный документ «Крещение и Миропомазание (конфирмация) как таинство вступления в Церковь». На 13-м заседании (2006 год) в столице Словакии Братиславе участники Смешанной богословской комиссии после собеседований подписали совместный документ «Святая Евхаристия в жизни Церкви». На четырнадцатом заседании в 2008 году в кипрском Пафосе комиссия продолжила обсуждать тему евхаристии и выпустила коммюнике «Тайна Церкви: Святая Евхаристия в жизни Церкви». На последующих заседаниях (15-м, 16-м и 17-м) богословы продолжили обсуждения вопросов по теме «Тайна Церкви»: в 2011 году в Виттенберге (ФРГ), в 2013 году на Родосе (Греция) и в 2017 году в Хельсинки (Финляндия).

## Отдельные двусторонние богословские диалоги
Перед началом официального богословского диалога некоторые региональные церкви уже участвовали в двусторонних диалогах. Особенно активно отдельные двусторонние диалоги с православными церквами ведут Евангелическая церковь Германии и Евангелическо-лютеранская церковь Финляндии. Наиболее продолжительными и результативными православно-лютеранскими двусторонними диалогами являются:
- Диалоги Евангелической церкви Германии с Русской православной церковью[1][3], Константинопольским патриархатом, Румынской православной церковью;
- Диалог Евангелическо-лютеранской церкви Финляндии с Русской православной церковью[1][3][16][17];
- Православно-лютеранский диалог в США[3][18];
- Диалог Союза Евангелических церквей в ГДР с Русской[1] и Болгарской православными церквями[3];
- Диалог  Эстонской евангелическо-лютеранской церкви с  Эстонской апостольской православной церковью[15][19].

## Последствия

### Характеристика богословских дискуссий
Основными темами обсуждения православными и лютеранскими богословами стали: Божественное Откровение, Священное Писание и Предание, таинства, апостольское преемство и рукоположение, священство, экклезиология. Несмотря на преодоление спорных вопросов по многочисленным темам между православием и лютеранством остаётся большое число разногласий. Наиболее остро в ходе диалога встали вопросы антропологии и этики. Начавшаяся практика женских рукоположений и либеральное отношение к гомосексуализму в некоторых лютеранских церквях, поставило под угрозу не только конечную цель диалога, но и само его проведение.

### Оценки
Одним из проблемных вопросов диалога стал вопрос о легитимности достигнутых соглашений для всех церквей лютеранского вероисповедания. Поскольку Всемирная лютеранская федерация является сообществом независимых церквей и не представляет все церкви лютеранского исповедания, она не может представлять мнение всего мирового лютеранства. В 1986 году третье православное предсоборное совещание положительно оценило начало богословского диалога с лютеранами. Был подчёркнут правильный выбор экклезиологических вопросов как первой темы богословских дискуссий. При этом делегаты отметили, что диалог будет трудным.
В 2006 году Синодальная богословская комиссия РПЦ по поручению Священного Синода выпустила заключение по поводу совместного заявления «Святая Евхаристия в жизни Церкви», принятого в ходе 13-го заседания богословской комиссии по православно-лютеранскому диалогу в 2006 году в Братиславе. Синодальная богословская комиссия констатировала, что православные богословы пошли на уступки в ходе заседания и «превысили грань догматических положений Православной Церкви». В заключении комиссия резюмировала: «следует заключить, что изложение православной позиции, представленное в Совместном заявлении православно-лютеранской комиссии по богословскому диалогу «Тайна Церкви: Святая Евхаристия в жизни Церкви», по ряду важнейших вопросов богословия Евхаристии не соответствует традиционному учению Православной Церкви».